# 三浦摺疊
三浦摺疊（日语：ミウラ折り）是由日本東京大學構造工學名譽教授三浦公亮所發明的摺疊技術。該技術是以拉開對角兩端來把物品展開，而在收縮時則反向推入。這方法可節省空間外，又可避免摺疊和展開的過程中造成損耗。研究發現這方法可使物件的體積減少25倍，並使能量密度加強14倍。
三浦摺疊的摺痕圖案透過平行四邊形在表面形成鑲嵌圖案。在其中一個方向上，摺痕沿一直線排列，每個平行四邊形都在每個摺痕上形成其相鄰的平行四邊形的鏡像。除了直線外，其他摺痕呈鋸齒狀，並且每個平行四邊形都是其相鄰四邊形沿著摺痕的平移。一條鋸齒狀的摺痕路徑都僅由山折或谷折組成，每條鋸齒狀摺痕與直線摺痕都以山折和谷折交替出現。
現時，三浦摺疊除可應用在地圖上，還可用於人造衛星等方面。故此，它在2006年被經濟產業省評為百大日本發明之一 。

## 發明過程
在過去，衛星天線是使用四疊或八疊法。然而，這摺疊方法非但在運作時需繁複的工序，更浪費不少空間，又容易損耗，需經常維修和保養。為此，日本學者三浦公亮致力發明一種能解決上述問題的新技術。結果，他發現椭圓筒表面的褶皱构造有利節省空間又能避免損耗，而且強度高。這最終使他發明了「拉開對角兩端來把物品展開，而在收縮時則反向推入」的摺疊方法。

## 應用
三浦摺疊可應用在不同範疇，包括大型的人造衛星天線和地圖，還可強化罐子和的結構。
1995年，日本曾使用該方法將光伏陣列放入太空飛行器中。:37

## 資料來源
1. ↑  "靠折纸提高电池单位容量" 《自然》 2013.10.10
2. ↑  Bain, Ian, , 新科學人, 1980  [2025-02-10], （原始内容存档于2022-01-18）. 1981年轉載於《英國摺紙》，並在英國摺紙協會的網站上發布。
3. ↑  .   [2013-12-02]. （原始内容存档于2013-12-03）.
4. 1 2  .   [2013-12-02]. （原始内容存档于2014-03-19）.
5. ↑  Wei．haas, Maya. . 國家地理雜誌. No. 255 (大石國際文化). ISSN 1608-2621.

## 外部連結
- 小県精密(株)
- （株）miura-ori lab・（株）オルパ・（株）オルパアーツ&クラフツのミウラ折りサイト
- （株）パテント・サポート機構のミウラ折りサイト
- 西山豊「数学を楽しむ／ミウラ折り」『理系への数学』2005年9月号, Vol.38, No.9, 48-51.（页面存档备份，存于）
- http://bangqu.com/1yp3Y2.html（页面存档备份，存于）